# Joachim I von Alvensleben
Joachim I von Alvensleben (Hundisburg, 7 aprile 1514 – Alvensleben, 12 febbraio 1588) è stato un politico tedesco.

## Biografia
Apparteneva ad un'antichissima famiglia della Sassonia e Prussia; suo padre era il conte Gebhard XVII von Alvensleben e suo fratello Ludolf X von Alvensleben. Joachim fu mandato a studiare teologia, grammatica e retorica all'Università di Lipsia e poi all'Università di Wittenberg, dove conobbe Martin Lutero, che seguì nei suoi studi a Padova e Parigi.
Lasciato Lutero, Joachim, grazie al favore reale dello zio Busso X von Alvensleben, vescovo di Havelburg, si avvicinò notevolmente alla corte sassone, ed entrato nelle grazie dell'elettore Giovanni, fu mandato da questi in missione diplomatica in Austria e poi in Palatinato. Tornato in Sassonia, ebbe una disputa territoriale con il cardinale Alberto di Hohenzollern, che si riuscì a risolvere solo grazie all'intervento dell'elettore, che assunse von Alvensleben nel ruolo di consigliere e favorito; fu con lui che si recò alla Confessione di Augusta, nella quale il conte Joachim sostenne pienamente le basi politiche di divisione dell'impero e del luteranesimo, anzi, alcuni storici sostengono che sia stato proprio il conte Joachim ad avanzare la proposta all'imperatore Carlo V.
Nonostante ciò, fu membro insigne della Lega di Smalcalda e combatté per Filippo d'Assia contro gli imperiali. Fu lui inoltre che propose all'imperatore l'Augsburger Interim e fu fondatore delle università di Staßfurt e Aschersleben. Fu inoltre un discreto storiografo, autore del Miracolum Saxionae e di una vita di Seneca. Fu mecenate e ospite di moltissimi riformatori protestanti: Johannes Aurifaber, Martin Chemnitz, Tilemann Heshusen, Christoph Irenaus, Timotheus Kirchner, Joachim Morlin, ecc.
Fu inoltre mecenate di Jurgen Rottger, al quale commissionò la colossale tomba di famiglia nel castello di Erxleben.